# إبراهيم الصادق (لاعب كرة قدم)
إبراهيم الصادق أحمد مواليد 3 يناير 1999 لاعب كرة قدم قطري من أصل سوداني يجيد اللعب كمدافع في نادي المرخية.

## مسيرة اللاعب
لعب في نادي معيذر ونادي أم صلال ونادي الوكرة ونادي المرخية.

## روابط خارجية
- إبراهيم الصادق أحمد على موقع Soccerway.com (الإنجليزية)